# The Edge of Love
The Edge of Love è un film del 2008 diretto da John Maybury. In Italia è stato distribuito direttamente in Home Video a partire dal 22 febbraio 2012.

## Trama
Basato su eventi accaduti durante la seconda guerra mondiale tra Londra e il Galles, il film racconta dell'amore del poeta Dylan Thomas per due donne affascinanti e grintose, Caitlin McNamara e Vera Phillips. Entrerà nelle loro vite un ufficiale dell'esercito inglese, William Killick. Le vite dei protagonisti si intrecciano e l'amore che provano li coinvolgerà inevitabilmente in questo grande impeto della vita e delle emozioni, tra promesse non mantenute, passione, tradimento e amore, l'ombra della guerra e la costante minaccia della morte imminente spingono i protagonisti ai limiti dell'amore.